# Vozroždenije
Vozroždenije (ruski: Возрождение, "Preporod") je debitantski studijski album ruskog folk metal sastava Arkona. Diskografska kuća Soundage Productions objavila ga je 20. travnja 2004. godine.

## Popis pjesama
Tekstovi: Masha "Scream", osim na skladbi "Brate slavjane", čiji je tekst napisao Aleksandr Korolev "Warlock", glazba: Masha "Scream".
| 1.    | »Koljada« (Коляда)                              | Koleda                      | 6:55 |
| 2.    | »Maslenica« (Масленица)                         |                             | 2:51 |
| 3.    | »K domu Svaroga« (К дому Сварога)               | K Svarogovom domu           | 5:21 |
| 4.    | »Černye vorony« (Чёрные вороны)                 | Crne vrane                  | 4:16 |
| 5.    | »Vozroždenije« (Возрождение)                    | Preporod                    | 6:05 |
| 6.    | »Rus'« (Русь)                                   |                             | 6:34 |
| 7.    | »Brate slavjane« (Брате славяне)                | Braćo Slaveni               | 4:53 |
| 8.    | »Solncevorot« (Солнцеворот)                     | Suncostaj                   | 3:36 |
| 9.    | »Pod mečami...« (Под мечами...)                 | Pod mačevima...             | 5:12 |
| 10.   | »Po zverinym tropam...« (По звериным тропам...) | Po životinjskim putevima... | 3:37 |
| 11.   | »Založnyj« (Заложный)                           | Mrtvac                      | 4:16 |
| 12.   | »Zov predkov« (Зов предков)                     | Zov predaka                 | 5:01 |
| 58:37 |                                                 |                             |      |

## Zasluge
Arkona
- Masha "Scream" – vokali, klavijature, aranžman, produkcija

Dodatni glazbenici
- Ruslan "Kniaz" – bas-gitara
- Vlad "Artist" – bubnjevi, udaraljke
- Sergey "Lazar" – gitara, aranžman, produkcija
- Les'jar – vokali (na pjesmama 3, 5 i 9)